# Grödby (Nynäshamn)
Grödby is een plaats in de gemeente Nynäshamn in het landschap Södermanland en de provincie Stockholms län in Zweden. De plaats heeft 386 inwoners (2005) en een oppervlakte van 45 hectare.